# Moodle
Moodle je slobodan softver otvorenog koda namijenjen e-učenju, programiran u PHP-u. Dizajniran je tako da pomogne edukatorima da kreiraju testove koji se ispunjavaju preko računala. 
Jednom kreiran test može ispunjavati veći broj ljudi preko računalne mreže, a rezultati i statistike su vidljive odmah po ispunjenju testa.
Moodle za svoj rad koristi Apache, besplatni web poslužitelj otvorenog koda i bazu podataka (1.6 npr. rabi MySQL ili PostgreSQL).   

## Vanjske poveznice
- Službena web-stranica